# León (Nicaragua)
León, vollständig Santiago de los Caballeros de León, ist die Provinzhauptstadt des gleichnamigen Verwaltungsbezirkes León im Westen Nicaraguas. Die Stadt hat 169.362 Einwohner (Stand: 2016) und liegt unweit des Pazifischen Ozeans und ist ein Zentrum des Erdnuss- und Zuckeranbaus. Die bis in die 1980er-Jahre dominierende und unter enormen Schäden für die Umwelt angebaute Baumwolle wird nicht mehr produziert.

## Geschichte
León wurde 1524 von Francisco Hernández de Córdoba gegründet. Das erste León (León Viejo) befand sich allerdings ca. 30 Kilometer vom heutigen entfernt. Nach einem Ausbruch des Momotombo, der die Stadt schwer traf, wurde León in der Nähe der indigenen Siedlung Subtiaba neu gegründet. Die Ruinen des alten León gehören heute als León Viejo zum UNESCO-Weltkulturerbe.
León war Sitz der Intendencia de León (Intendantur León) in Nicaragua, die 1787 eingerichtet wurde, und später der Provincia de Nicaragua y Costa Rica (Provinz Nicaragua und Costa Rica), die von 1812 bis 1814 und erneut 1820/21 existierte.
In León wurde am 11. Oktober 1821 die Urkunde über die vollständige Unabhängigkeit Nicaraguas und Costa Ricas von Spanien unterzeichnet. León war danach Hauptstadt des Staates Nicaragua in der Zentralamerikanischen Konföderation und nach dem Austritt Nicaraguas aus selbiger im Jahr 1838 dessen Hauptstadt. Allerdings wechselte während einiger Jahre der Hauptstadtstatus zwischen León und Granada wiederholt hin und zurück. 1858 wurde diese Situation gelöst, indem Managua zur Hauptstadt des Landes ernannt wurde.
León gilt als intellektuelle Metropole Nicaraguas und steht traditionell für das liberale Element des Landes; die Stadt war ein Zentrum der Revolutionskämpfe 1978/79 und Wohnsitz des berühmten Dichters Rubén Darío. Während eines Besuches in León wurde der Diktator Anastasio Somoza García am 21. September 1956 von dem jungen Dichter Rigoberto López Pérez angeschossen und erlag acht Tage später seinen Verletzungen. Seit 1979 wird die Stadt León ununterbrochen von der FSLN regiert.
Die Städtepartnerschaft Salzburg-León besteht seit 1984.

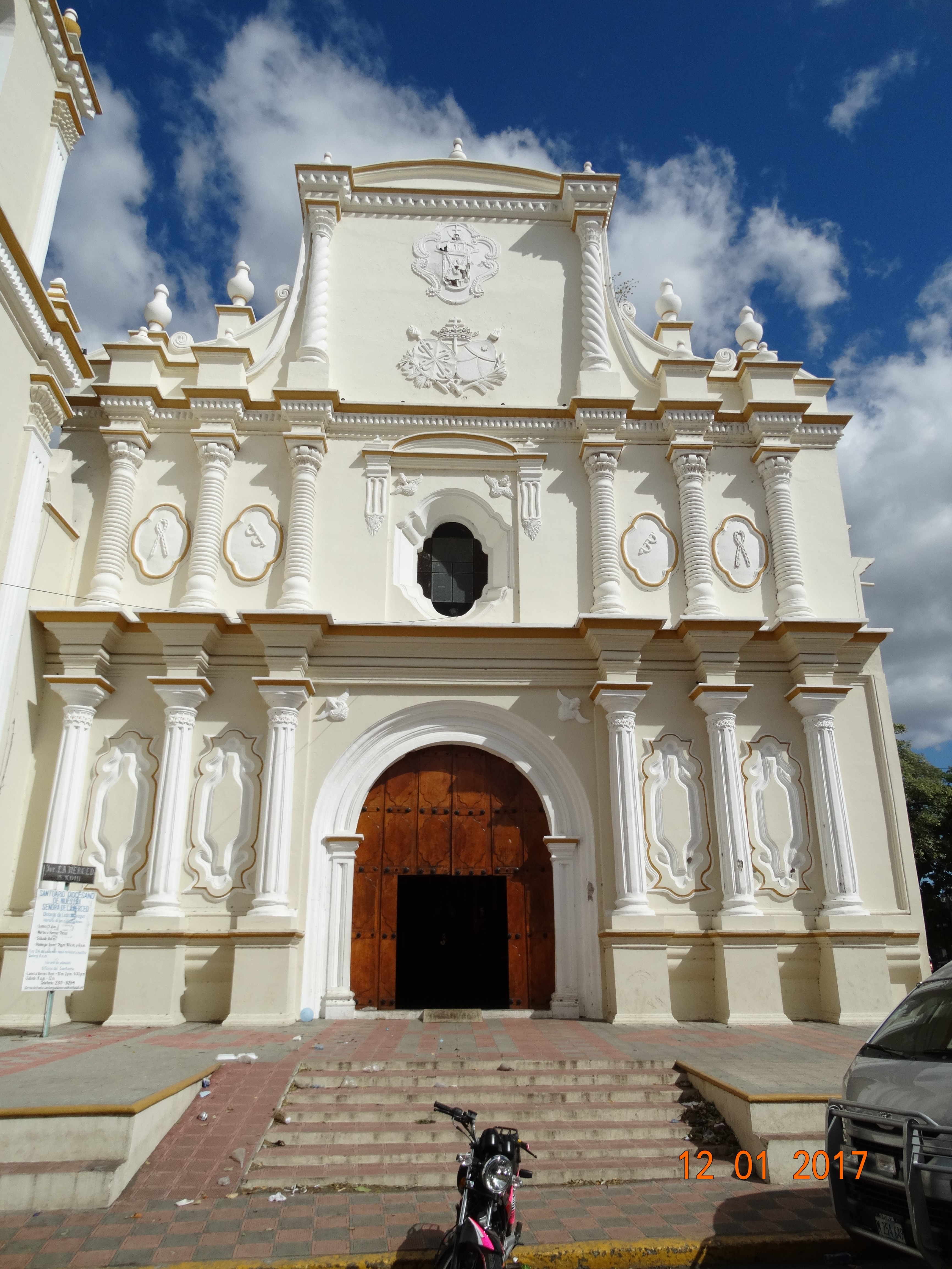
Die Kirche La Merced

## Sehenswertes
- Die um 1860 nach über 100-jähriger Bauzeit fertiggestellte Kathedrale von León Basilica de la Asunción gilt als die größte und älteste Mittelamerikas. León besitzt außerdem eine 1812 gegründete Universität.
- Weitere Sehenswürdigkeiten sind zahlreiche historische Bauten aus der Kolonialzeit,
- das Kunstmuseum Ortiz Gurdián mit einer großen Ausstellung klassischer und moderner Malerei sowie die
- Kirchen Subtiaba, El Calvario, La Recolección, La Merced, San Felipe und San Francisco.
- Rubén Daríos Wohnhaus ist als Museum eingerichtet.

Viele Gebäude, die in den Revolutionsjahren zerstört wurden, sind bis heute noch nicht restauriert bzw. wiederaufgebaut worden. Zahlreiche begüterte Leoner besitzen ein Wochenendhaus am Strand von Poneloya (20 km).

## Sutiaba
In der Sprache Subtiaba (auch Sutiaba) bedeutet Sutiaba (auch Sutiava geschrieben) Ort des Flusses der kleinen schwarzen Schnecken. Zu Sutiaba gehörten 18 Comarcas Rurales (Landkreise), die von etwa 17.000 Indigenen bewohnt wurden. 1609 gab es eine Eruption des Momotombo, und aufgrund zahlreicher Beben wurde 1610 León Viejo an den Ort des heutigen León zum Zentrum des Cabildo de Indio Sutiaba verlagert. Von 1698 bis zum 24. August 1710 wurde in Sutiaba unter dem Corregidor Diego Rodríguez Menéndez die Kirche San Juan Bautist de Sutiava errichtet. 1844 verschwand die Turmkuppel, sie wurde Anfang des 20. Jahrhunderts neu errichtet.
1776 wurden die Verwaltungsbezirke von Nicaragua entsprechend der Reform von Carlos III neu aufgeteilt. Das Gebiet wurde in fünf Verwaltungsbezirke aufgeteilt: León, Matagalpa, El Realejo, Sutiaba und Nicoya.
1902 wurde Sutiaba in León als Barrio Sutiaba eingemeindet.
Das Barrio Sutiaba bildet heute den Westteil von León, Richtung Poneloya. Das Barrio Sutiaba hatte im Jahr 2000 etwa 35.500 Einwohner.

## Söhne und Töchter der Stadt
- Mariano Prado Baca (1776–1837), Supremo Director der Provinz El Salvador in der Zentralamerikanischen Konföderation
- Gregorio Juárez Sacasa (1800–1879), Politiker; 1857 Mitglied der Regierungsjunta
- Emiliano Madriz (1800–1844), Politiker; 1844 Präsident von Nicaragua
- Norberto Ramírez Áreas (1800–1856), Politiker und 1851 Director Supremo von Nicaragua
- Hermenegildo Zepeda Fernández (1804–1880), Politiker und Director Supremo (1845–1847)
- Nazario Escoto (≈1810–1880), Politiker; 1855 Präsident von Nicaragua
- Máximo Jerez Tellería (1818–1881), Politiker; 1857 Mitglied der Regierungsjunta
- Rosalío Cortés Sánchez (1820–1884), Politiker; 1857 Mitglied der Regierungsjunta
- Canuto José Reyes y Balladares (1863–1951), römisch-katholischer Geistlicher, Bischof von Granada
- José Madriz (1867–1911), Präsident 1909–1910
- José de la Cruz Mena (1874–1907), Komponist, Musiker und Orchesterdirektor
- Agustin Nicolas Tijerino y Loáisiga (1881–1945), römisch-katholischer Geistlicher, Bischof von León en Nicaragua
- Mariana Sansón Argüello (1918–2002), Lyrikerin und Malerin
- Luís Somoza Debayle (1922–1967), diktatorischer Staatspräsident Nicaraguas 1956–1967
- Anastasio Somoza Debayle (1925–1980), diktatorischer Staatspräsident Nicaraguas 1967–1972 und 1974–1979
- Rigoberto López Pérez (1929–1956), Dichter und Attentäter
- Omar Cabezas (* 1950), Autor, Revolutionär und Politiker
- Adonis Rivas (* 1972), Boxer im Superfliegen- und Fliegengewicht
- José Alfaro (* 1983), Boxer im Leichtgewicht

## Städtepartnerschaften
- Hamburg, Deutschland, seit 1989
- Salzburg, Österreich, seit 1984
- Oxford, Vereinigtes Königreich
- Lund, Schweden
- Utrecht, Niederlande
- Saragossa, Spanien
- Gettysburg, Vereinigte Staaten
- New Haven, Vereinigte Staaten
- Berkeley, Vereinigte Staaten